# Campylopterus hyperythrus
Asa-de-sabre-do-roraima ou asa-de-sabre-canela (Campylopterus hyperythrus) é uma espécie de ave da família Trochilidae, endêmica da região do Monte Roraima.